# Cayambe
Pour l’article homonyme, voir Cayambe (ville).
Le Cayambe est un volcan situé à l'est des Andes équatoriennes, dans la province de Pichincha à 70 kilomètres au nord-est de Quito.

## Géographie

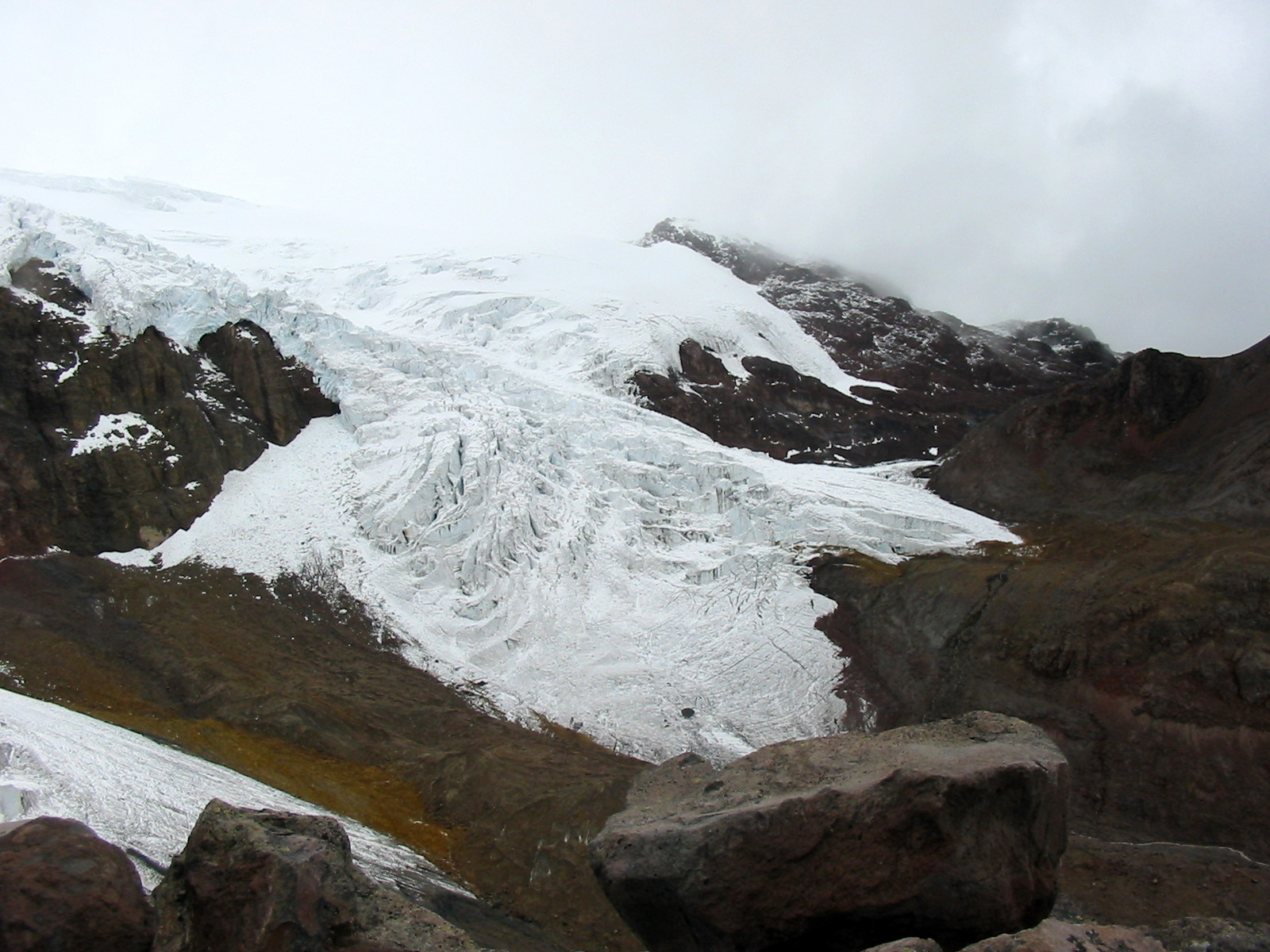
Glacier du volcan Cayambe

Son altitude est de 5 790 mètres. C'est la troisième plus haute montagne de l'Équateur. Proche de son sommet, à 4 690 mètres, se situe le point le plus haut sur la ligne de l'équateur. Le Cayambe, qui est couvert de neige toute l'année, est un volcan âgé d'environ un million d'années. Il n'a pas connu d'éruption aux temps historiques. Il fait partie du parc national Cayambe-Coca.
La région abrite de nombreuses plantations de fleurs destinées à l'exportation ; cependant, la gestion non sécurisée et les retombées toxiques de ces cultures ont causé de sérieux dommages à l'environnement et créé des problèmes de santé parmi les employés des plantations.

## Histoire
Les études effectuées à partir de 1995 par une équipe conjointe de chercheurs équatoriens et français ont montré que pendant les 4 000 dernières années, le Cayambe a connu des périodes d'intense activité éruptive de 700 ans environ alternant avec des périodes de repos de 500 à 600 ans. La reprise des éruptions doit donc être envisagée.
Le premier à l'avoir escaladé fut l'Anglais Edward Whymper accompagné des frères Jean-Antoine et Louis Carrel en 1880 ; ce sommet reste très prisé par les andinistes de nos jours.